# Zagajski Vrh
Zagajski Vrh je naselje v Občini Gornja Radgona.